# RIZIN.37
湘南美容クリニック presents RIZIN.37（ショウナンビヨウクリニック・プレゼンツ・ライジン・サーティーセブン）は、日本の総合格闘技団体「RIZIN」の大会の一つ。
2022年7月31日に埼玉県さいたま市さいたまスーパーアリーナで開催された。

## 概要
本大会から開催される「RIZIN WORLD GP2022 スーパーアトム級トーナメント」の1回戦4試合が行われた。また、休憩開けには2021RIZINガールの卒業式が行われた。

## 対戦カード
第1試合 MMA特別ルール 62.0kg契約ワンマッチ 3分3R
○  YUSHI vs.  覇留樹 ×
2R 0:40 リアネイキッドチョーク
第2試合 キックボクシングルール 63.0kg契約ワンマッチ 3分3R
○  笠原弘希 vs.  石月祐作 ×
3R終了 判定3-0
第3試合 キックボクシングルール 58.0kg契約ワンマッチ 3分3R
○  龍聖 vs.  魁志 ×
3R 1:23 TKO (レフェリーストップ)
第4試合 MMAルール 66.0kg契約ワンマッチ 5分3R
○  ヴガール・ケラモフ vs.  山本空良 ×
3R終了 判定3-0
第5試合 MMAルール 80.0kg契約ワンマッチ 5分3R
×  マルコス・ヨシオ・ソウザ vs.  阿部大治 ○
2R 3:02 KO（右ストレート→サッカーボールキック）
第6試合 MMAルール 66.0kg契約ワンマッチ 5分3R
×  関鉄矢 vs.  中原由貴 ○
3R終了 判定0-3
第7試合 MMAルール 61.0kg契約ワンマッチ 5分3R
○  元谷友貴 vs.  太田忍 ×
3R終了 判定3-0
第8試合 MMAルール 120.0kg契約ワンマッチ 5分3R
×  関根“シュレック”秀樹 vs.  スダリオ剛 ○
1R 0:53 TKO（左フック→パウンド）
第9試合 RIZIN WORLD GP 2022 スーパーアトム級トーナメント 1回戦 5分3R
○  RENA vs.  アナスタシア・スヴェッキスカ ×
3R終了 判定3-0
※RENAがトーナメント準決勝進出を果たすも、試合中での左眼窩内側壁骨折により欠場する形でトーナメントを棄権、後日対戦相手のスヴェッキスカが代役出場する形で準決勝進出。
第10試合 RIZIN WORLD GP 2022 スーパーアトム級トーナメント 1回戦 5分3R
×  浅倉カンナ vs.  パク・シウ ○
3R終了 判定0-3
※パクがトーナメント準決勝進出。
第11試合 MMAルール 72.0kg契約ワンマッチ 5分3R
×  ジョニー・ケース vs.  武田光司 ○
3R終了 判定0-3
第12試合 MMAルール 57.0kg契約ワンマッチ 5分3R
×  所英男 vs.  神龍誠 ○
3R終了 判定0-3
第13試合 RIZIN WORLD GP 2022 スーパーアトム級トーナメント 1回戦 5分3R
○  浜崎朱加 vs.  ジェシカ・アギラー ×
3R終了 判定3-0
※浜崎がトーナメント準決勝進出。
第14試合 RIZIN WORLD GP 2022 スーパーアトム級トーナメント 1回戦 5分3R
○  伊澤星花 vs.  ラーラ・フォントーラ ×
1R 3:47 フロントチョーク
※伊澤がトーナメント準決勝進出。

### カード変更
急病・負傷などによるカード変更は以下の通り。
- 白川陸斗 vs. ヴガール・ケラモフ → 白川の怪我の為山本空良が代役出場[1]

- 瀧澤謙太 vs. 井上直樹 → 井上の左膝の半月板損傷により中止[2]

- 佐々木憂流迦 vs. 中原由貴 → 佐々木の新型コロナウイルス感染により関鉄矢が代役出場[3]

- 三浦孝太 vs. フェリペ“キングハンター”マソーニ → 三浦が大会前日に新型コロナウイルスに感染したため中止[4]